# Johann Hermann
Johann Hermann, fr. Jean Hermann (ur. 31 grudnia 1738 w Barr, zm. 4 października 1800 w Strasburgu) – francuski lekarz i przyrodnik.

## Życiorys
Był synem luterańskiego pastora. Doktoryzował się z nauk medycznych na uniwersytecie w Strasburgu 13 maja 1762 broniąc pracę Cardamomi historiam e vindicias. W 1764 prowadził prywatne wykłady z historii naturalnej. W 1769 został profesorem medycyny w École de Santé Publique w Strasburgu. Od 1778 prowadził również wykłady z filozofii, by następnie przejąć po Jacobie Reinholfie Spielmannie katedrę historii naturalnej i medycyny. W 1796 został profesorem botaniki i medycyny w Nouvelle École de Médecine.
Kolekcja zielników i osobisty księgozbiór Hermanna, liczący 20000 książek, dały początek miejskiemu Muzeum Historii Naturalnej w Strasburgu (Musée zoologique de la ville de Strasbourg). Badacz założył i prowadził przymuzealny ogród botaniczny. Instytucje te uniknęły zamknięcia w czasie rewolucji francuskiej dzięki wsparciu finansowemu Hermanna i jego osobistemu uporowi.
Johann Hermann należał do wielu towarzystw naukowych, korespondował z wieloma przyrodnikami, m.in. Johannem Davidem Schoepffem oraz Eugenem Johannem Christopherem Esperem.
Rodzony brat Johanna − Jean-Frédéric (1743-1820) − zrobił karierę w merostwie Strasburga. Był merem miasta w latach 1800-1805. Stracił urząd przez zbytnią szczerość w wyrażaniu poglądów o prefekcie Henrim Shée. Syn Johanna − Jean-Frédéric (1768-1793) − był jak ojciec lekarzem oraz przyrodnikiem. Jego karierę zakończyła przedwczesna śmierć w wieku zaledwie 25 lat.
Na cześć przyrodnika jeden z gatunków żółwi lądowych nazwany został jego imieniem: łacińska nazwa Testudo hermanni.

## Dzieła
Najważniejszym dziełem badacza była Tabula affinitatum animalium... cum annotationibus ad historiam naturalem animalium augendam facientibus. Observationes zoologicae quibus novae complures, napisana w 1783, wydana po jego śmierci w 1804.